# Кадышев, Лев Александрович
Лев Александрович Кадышев (18 [31] декабря 1908 — 24 апреля 1999, Москва) — советский учёный, кандидат экономических наук, профессор.

## Биография
Родился 18 декабря 1908 года.
Окончил Московский промышленно-экономический институт (МПЭИ, ныне Государственный университет управления) в 1929 году. В 1930 году поступил в аспирантуру Московского финансово-экономического института (МФЭИ, ныне Финансовый университет при Правительстве РФ) по специальности «Деньги и кредит» и в 1934 году защитил кандидатскую диссертацию. Работал в МФЭИ. Стал членом ВКП(б).
Участник Великой Отечественной войны — с первых её дней был призван в Красную Армию и служил помощником начальника шифровального отделения штаба 77-й авиационной дивизии, а затем — начальником отделения штаба 107-й запасной стрелковой бригады. В мае 1942 года был направлен в Китай финансовым советником Синьцзянского провинциального правительства. Затем был переведен в Центральный аппарат Наркомфина СССР, а в ноябре 1944 года был направлен в Румынию. В Бухаресте работал начальником отделения учета и контроля банков экономического отдела Союзной контрольной комиссии и занимался вопросами выявления и оформления в собственность СССР скрытого немецкого участия в банках и страховых обществах Румынии. В сентябре 1947 года король Румынии Михай I вручил Кадышеву высшую награду страны — орден «Звезда Румынии». 
После войны принимал участие в послевоенном восстановлении Московского финансового института (МФИ, ныне Финансовый университет при Правительстве РФ) — занимался подбором профессорско-преподавательского состава, проводил наборы студентов, организовывал учебный процесс и научную работу. В 1947–1951 годах был проректором МФИ, а в 1954—1955 годах — деканом факультета международных отношений. В 1949—1951 годах работал председателем профсоюзной организации МФИ. В 1960—1965 годах был заведующим кафедрой народно-хозяйственного планирования отраслевой экономики. В 1968 году доцент Л. А. Кадышев был избран профессором кафедры политической экономии Московского финансового института.
В 1974 году был освобожден от должности в связи с уходом на пенсию. Проживал в Москве, где и умер в 1999 году. Был женат на Павловой Антонине Васильевне.

## Награды
Был награжден орденами «Знак Почёта» и Трудового Красного Знамени, а также медалями, в числе которых «За победу над Германией в Великой Отечественной войне 1941-1945 гг.», «50 лет вооруженных сил СССР», «За доблестный труд, в ознаменование 100-летия со дня рождения В.И. Ленина».